# Martha Langbein
Martha Langbein-Pensberger (Heidelberg, 22 maggio 1941) è un'ex velocista tedesca.

## Palmarès
| Anno                                              | Manifestazione  | Sede     | Evento  | Risultato | Prestazione | Note |
| ------------------------------------------------- | --------------- | -------- | ------- | --------- | ----------- | ---- |
| In rappresentanza della Squadra Unificata Tedesca |                 |          |         |           |             |      |
| 1960                                              | Giochi olimpici | Roma     | 4×100 m | Argento   | 44"8        |      |
| In rappresentanza della Germania Ovest            |                 |          |         |           |             |      |
| 1962                                              | Europei         | Belgrado | 4×100 m | Argento   | 44"6        |      |